# Montserrat Pons i Boscana
Montserrat Pons i Boscana (13 juliol 1953, Llucmajor, Mallorca) és un farmacèutic mallorquí i estudiós de les figueres.
Montserrat Pons estudià farmàcia a la Universitat de Barcelona llicenciant-se el 1977. El 1978 obrí una farmàcia a Llucmajor. Ha realitzat estudis sobre la flora medicinal de diferents indrets del municipi de Llucmajor i s'ha especialitzat en el cultiu de les figueres. En el camp d'experimentació de Son Mut Nou ha recuperat varietats de figueres quasi extingides de les Illes Balears i d'altres llocs d'arreu del món.
Ha publicat els següents treballs:
- Les figueres i les figues, 2004.
- La figuera, arbre simbòlic. Presència a Llucmajor, 2005.
- Breu avanç històric de les apotecaries a Llucmajor, 2006.
- Miscel·lània. Flora medicinal a la costa estanyolera, 2007.
- Flora medicinal del massís de Randa, 2007.
- Flora medicinal de sa Torre, 2008.
- Les figueres a les Illes Balears. Camp d'experimentació de Son Mut Nou (Llucmajor), 2009.[1]